# برندو

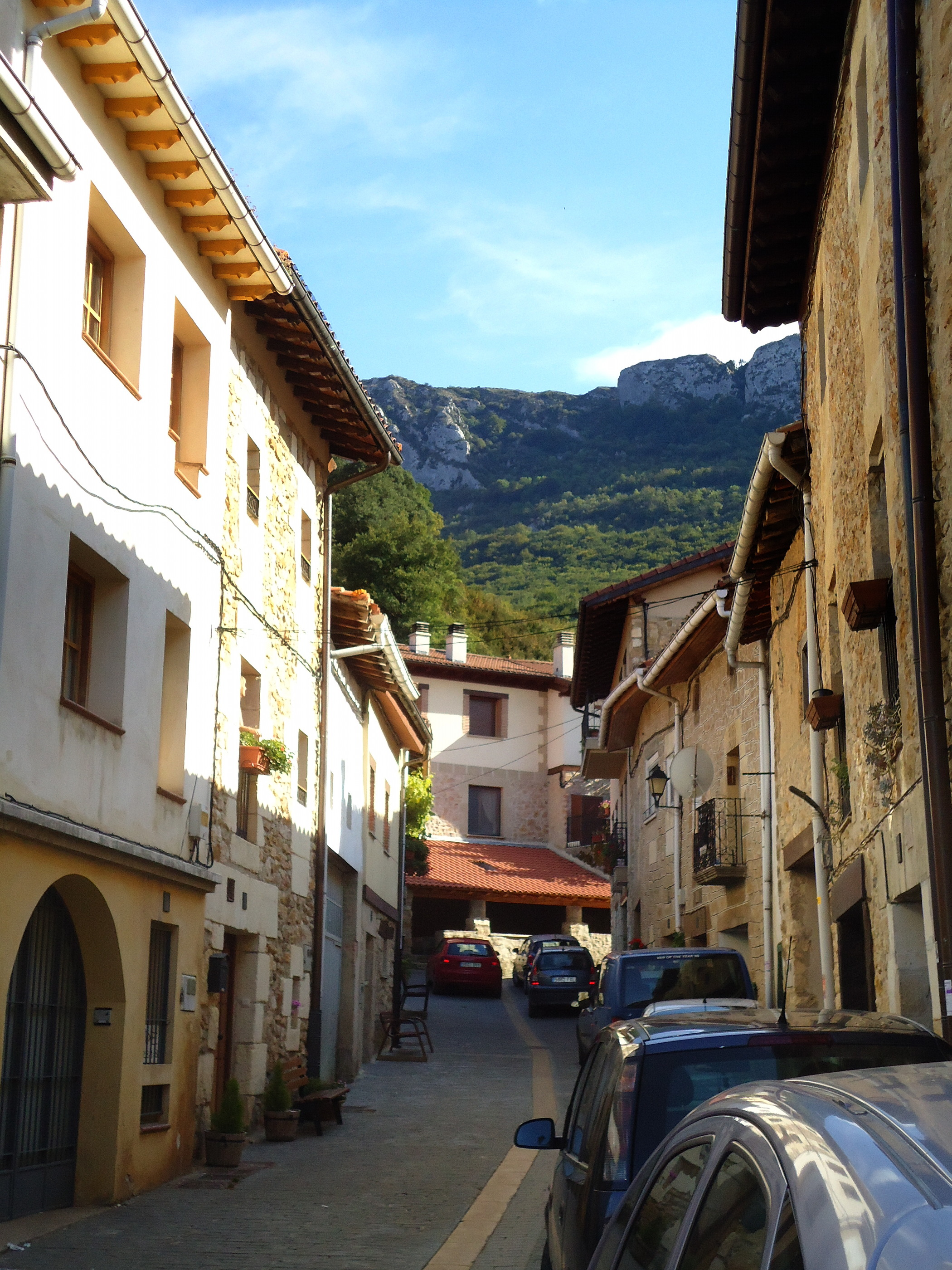
نمایی از برندو، دهستانی در استان آلابای اسپانیا - ۲۰۱۱

برندو دهستانی در استان آلابای اسپانیا است.
در این دهستان ۵۶۹ نفر زندگی می‌کنند. مساحت این دهستان ۱۳۰٫۷۰ کیلومتر مربع است.

## مراجع
- نام، جمعیت و مساحت از درگاه ملی آمار (اسپانیا) گرفته شده است.